# Caccobius balthasari
Caccobius balthasari är en skalbaggsart som beskrevs av Tesar 1969. Caccobius balthasari ingår i släktet Caccobius och familjen bladhorningar. Inga underarter finns listade.